# Mil Mi-30
Il Mil Mi-30 è un convertiplano per il trasporto di passeggeri progettato in Unione Sovietica dall'OKB Mil. I lavori intorno a questo progetto (all'epoca chiamato Vintoplan) iniziarono nel 1972. Lo scopo era sviluppare un sostituto delle varie versioni del Mi-8 in servizio nell'aviazione sovietica.
Nelle intenzioni dei progettisti, questa macchina doveva essere in grado di trasportare 19 passeggeri o due tonnellate di carico.
Le versioni previste nel 1991 erano tre:
- Mi-30D
- Mi-30L
- Mi-30S

Oggi, l'unico esemplare volante è un modellino in scala ridotta per le valutazioni del comportamento in volo. Non si conosce lo status attuale del programma.